# Хайнхаузен
Хайнхаузен (на немски: Hainhausen) днес е част от град Родгау в Хесен, Германия с 3819 жители (31 декември 2010). На 1 януари 1977 г. Хайнхаузен е към общината, от 1979 г. град Родгау.
Намира се на река Родау, на ок. 7 км западно от Зелигенщат.
Замъкът Хайнхаузен е споменат за пръв път в документи през 1108 и 1122 г. През 1425 г. Готфрид фон Епщайн продава селото на Курфюрство Майнц.